# 䲁狀褐鱈
鳚狀褐鱈，為輻鰭魚綱鱈形目褐鱈科的其中一種，分布於東大西洋挪威至冰島布朗角、西非及地中海海域，深度10-1047公尺，體長可達110公分，棲息在沙泥底質底中層水域，會進行洄游，以魚類及甲殼類為食，生活習性不明，為高經濟價值食用魚。